# توني هيمنغز
توني هيمنغز (بالإنجليزية: Tony Hemmings)‏ هو لاعب كرة قدم بريطاني، ولد في 21 سبتمبر 1967 في Burton upon Trent ‏ في المملكة المتحدة. لعب مع ماكليسفيلد تاون ونادي ألترينتشام ونادي تاموورث ونادي تشستر سيتي ونادي غلوستر سيتي ونادي كارلايل يونايتد وويكمب وندررز.

## وصلات خارجية
- توني هيمنغز على موقع قاعدة بيانات كرة القدم.إي يو (الإنجليزية)
- توني هيمنغز على موقع Soccerbase.com (لاعب) (الإنجليزية)